# Avena barbata
Avena barbata là một loài thực vật có hoa trong họ Hòa thảo. Loài này được Pott ex Link mô tả khoa học đầu tiên năm 1799.

## Hình ảnh

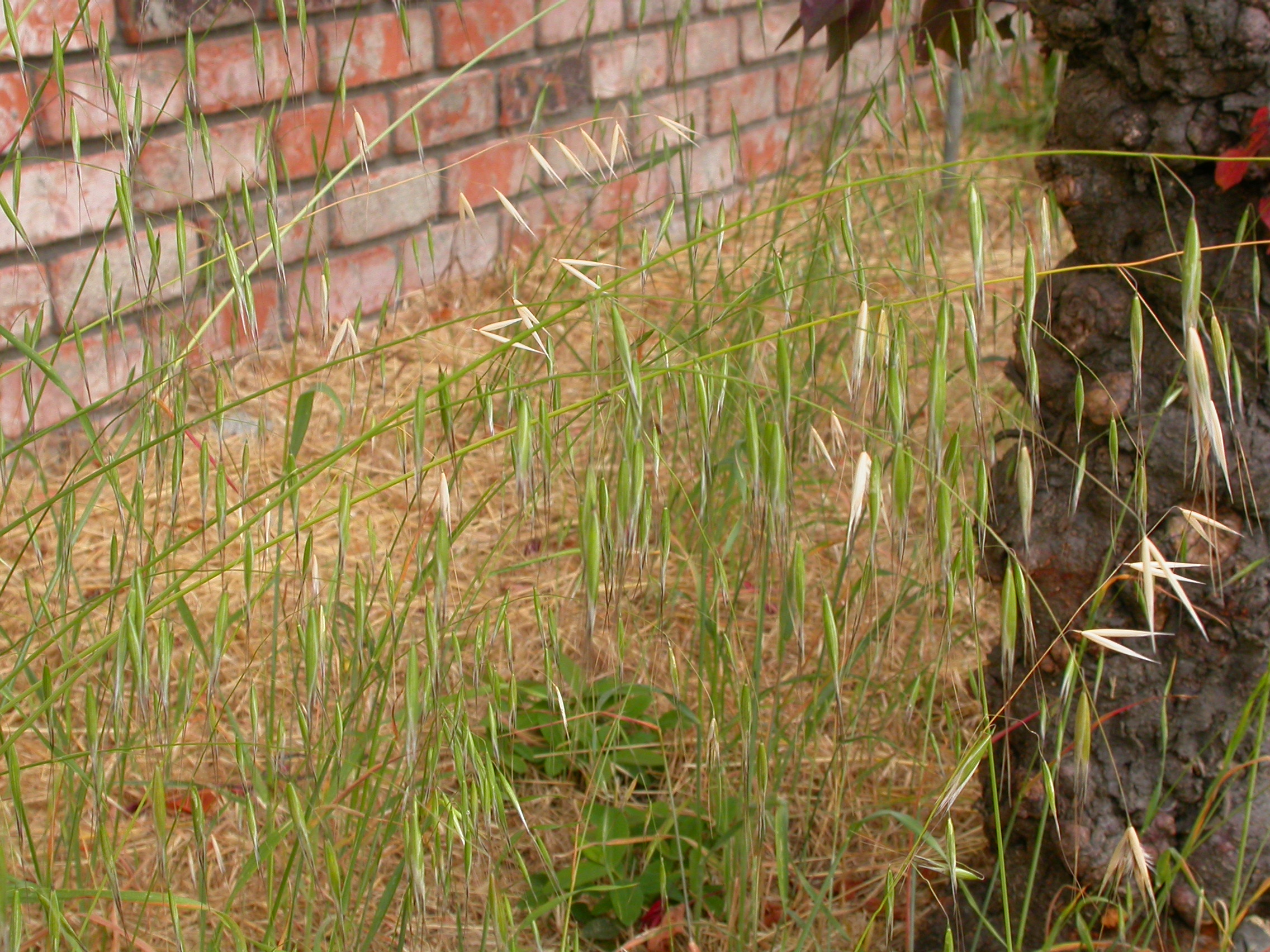
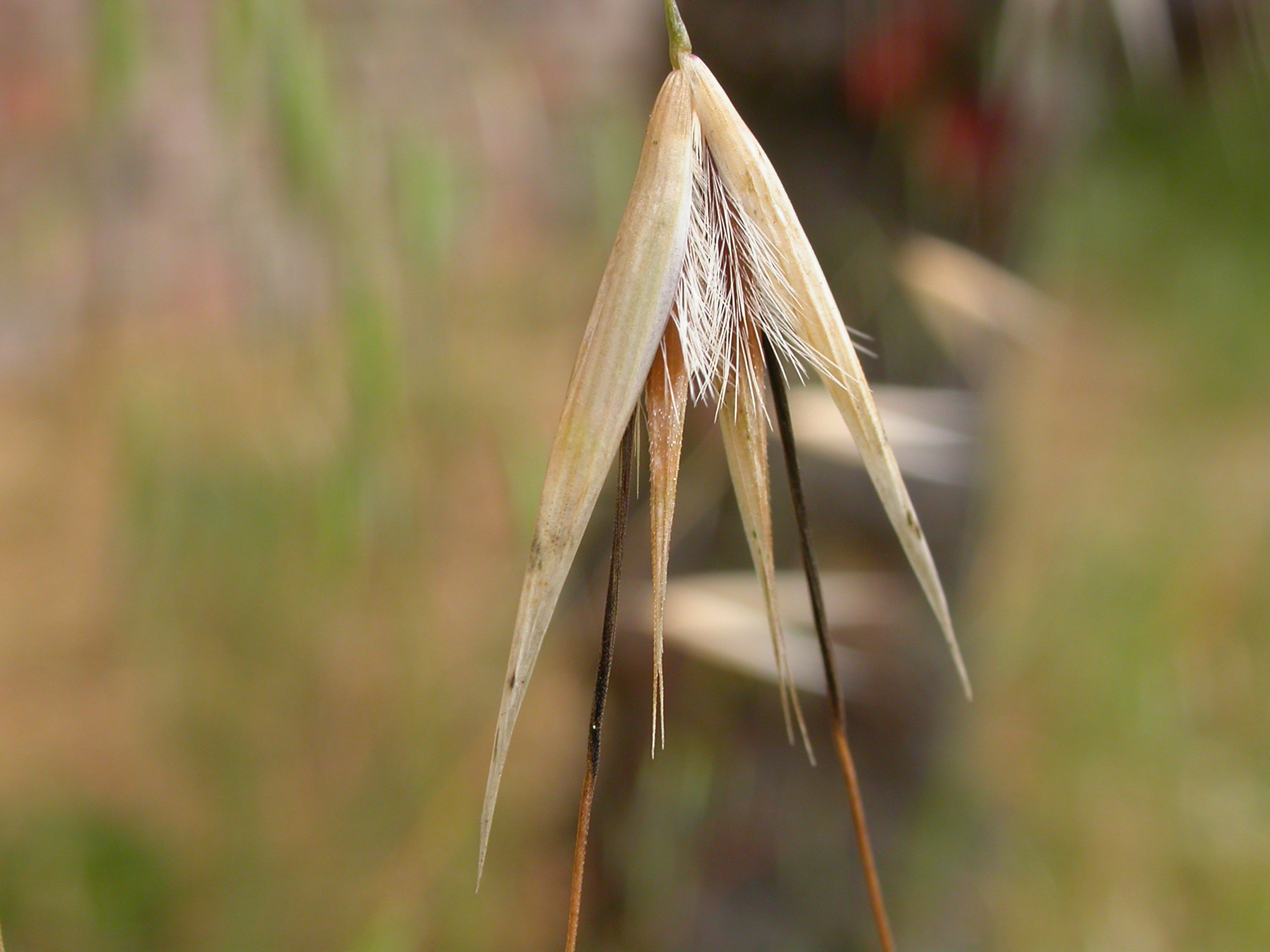
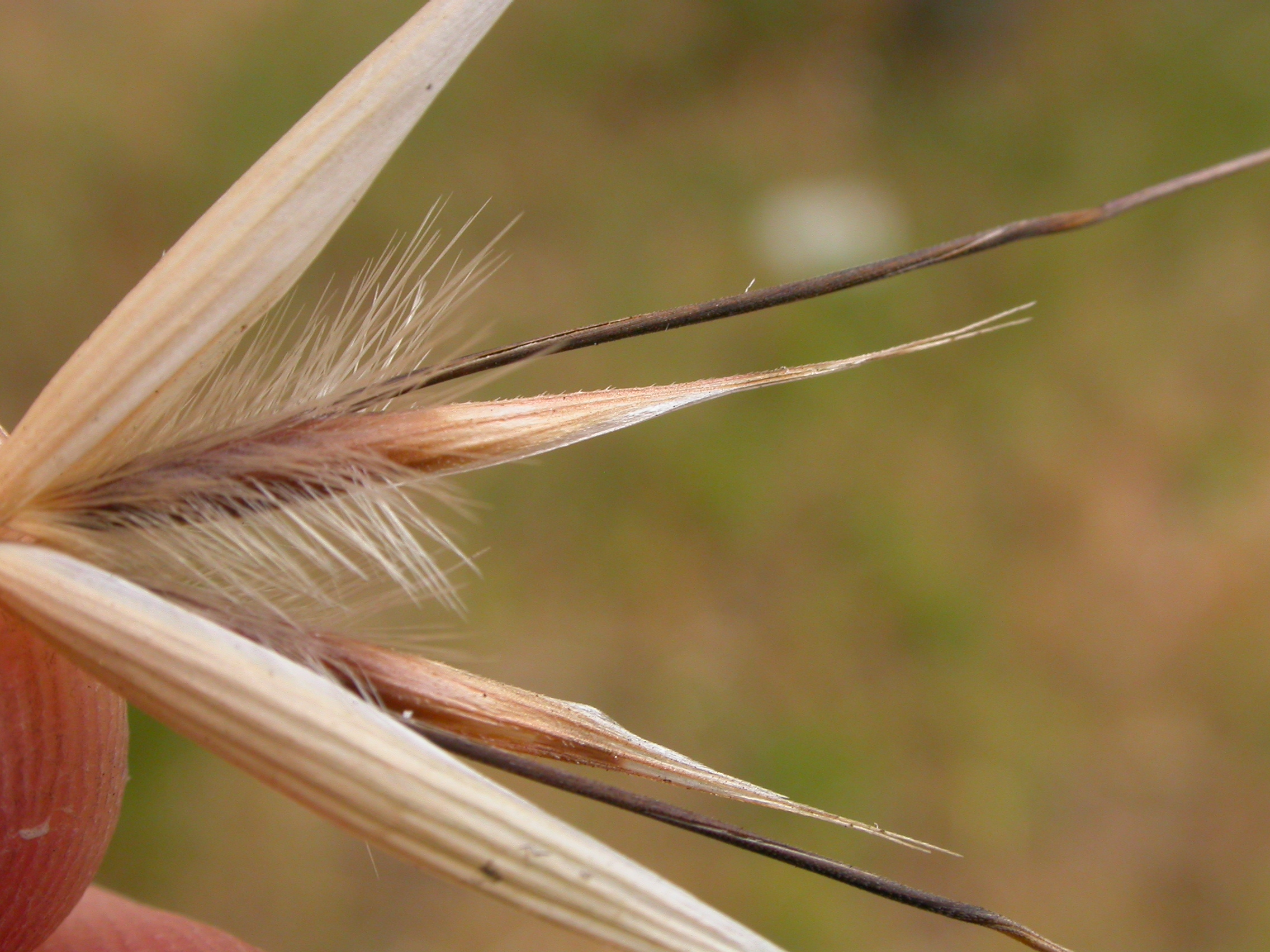
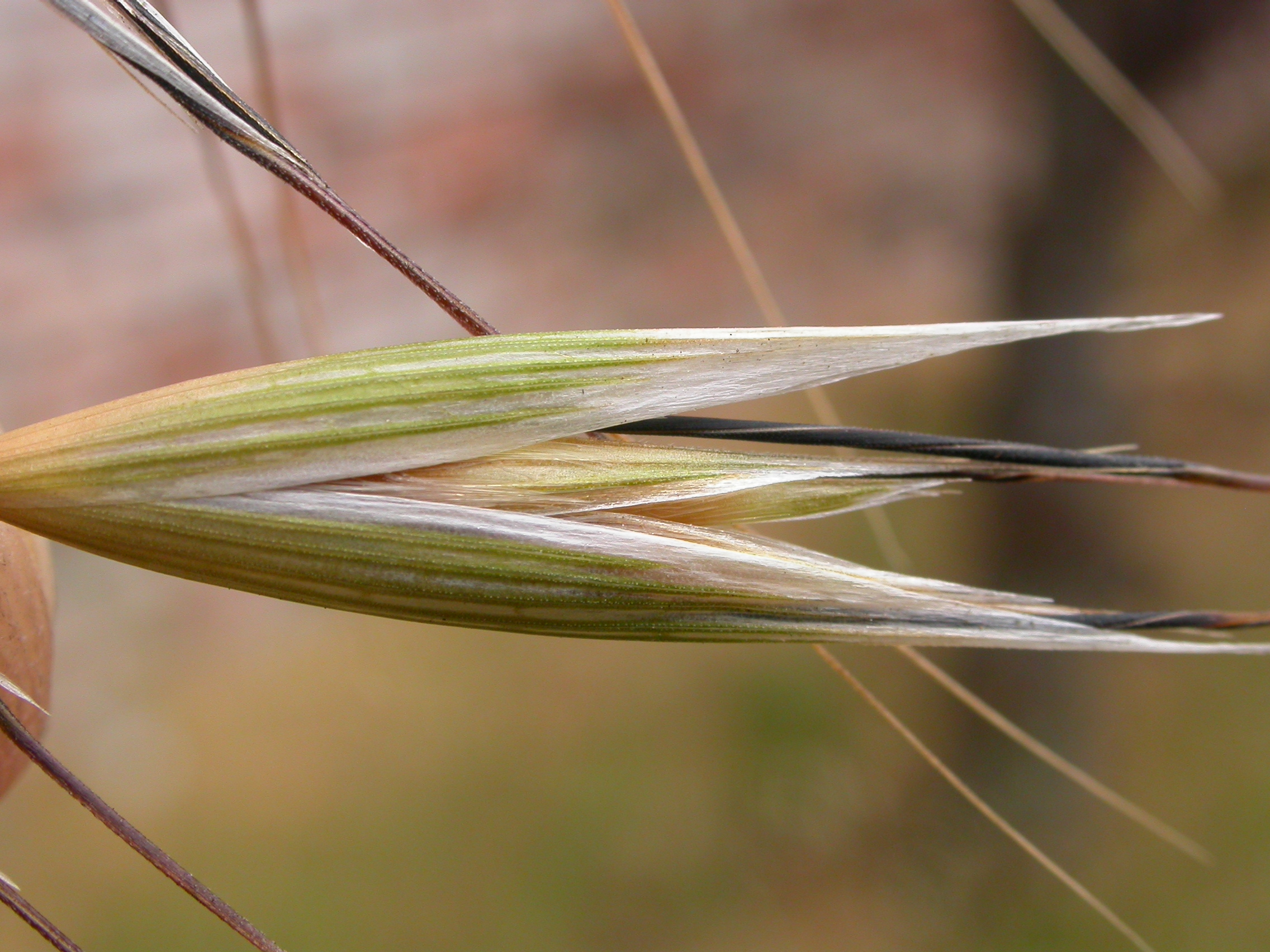